# Michał Ogórek

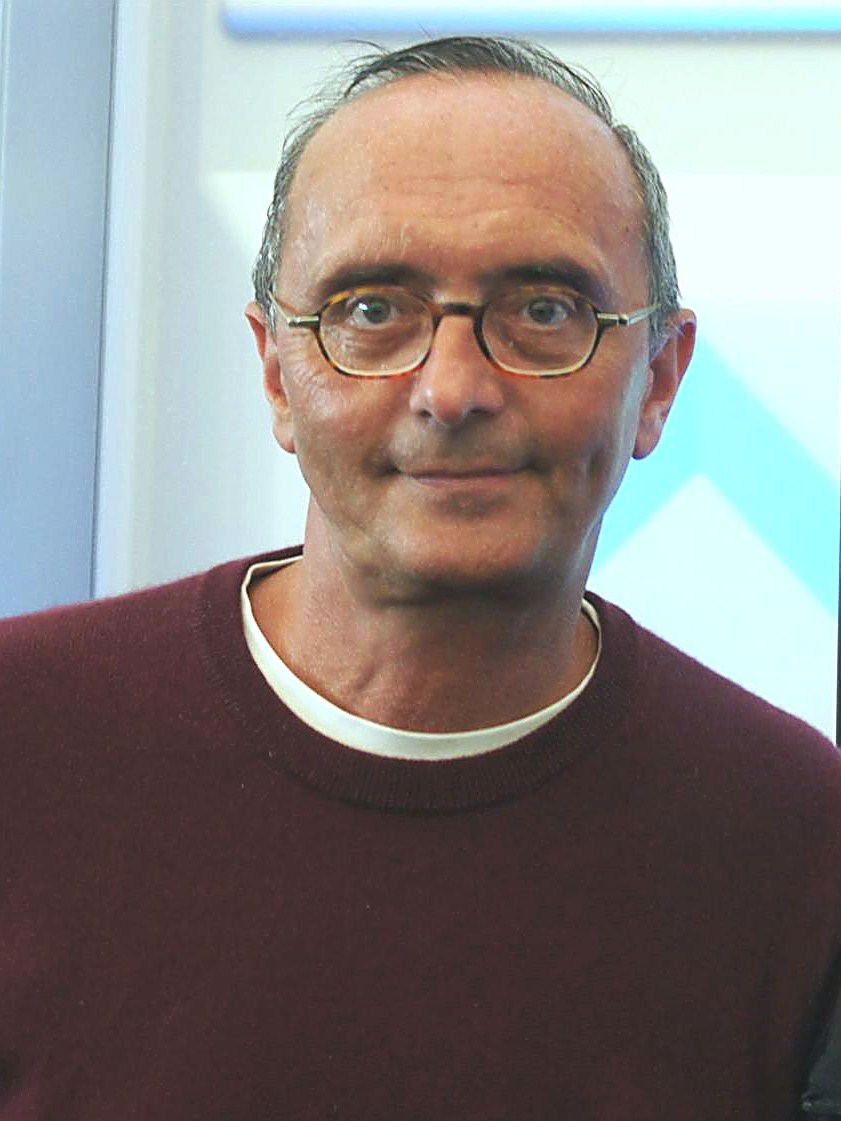
Michał Ogórek

Michał Jerzy Ogórek (ur. 22 lipca 1955 w Stalinogrodzie) – polski dziennikarz, felietonista, prezenter telewizyjny, satyryk i krytyk filmowy.

## Życiorys
Absolwent IX Liceum Ogólnokształcącgo im. Jana Kawalca w Katowicach. Studiował nauki polityczne i dziennikarstwo na Uniwersytecie Śląskim, absolwentem tej uczelni został w 1979. Podjął pracę w Warszawie. Powodem były kłopoty z cenzurą, z którą miał do czynienia, pisząc jeszcze w „Studenckim Magazynie Reporterów”.
W latach 80. pracował w „Przeglądzie Technicznym”, został wyróżniony Nagrodą Dziennikarzy Niezależnych. Od 1989 stały felietonista „Gazety Wyborczej”.
Od 2004 związany z kanałem telewizyjnym Kino Polska, gdzie komentował kroniki filmowe z czasów PRL w programie Na przełaj przez PRL. Od 2009 był jednym z ekspertów w teleturnieju Milionerzy. Autor felietonów również na portalu Koduj24.pl.

## Publikacje
- Przewodnik po Polsce (1991)
- Najlepszy Ogórek, czyli kalendarz na każdy rok (2005)[1]
- Sto lat! Jak w ostatnim stuleciu czciliśmy przywódców (2015)
- Polska między wierszami. Życie codzienne w PRL (współautor, 1991)[1]

## Odznaczenia
- Krzyż Kawalerski Orderu Odrodzenia Polski (2014)[5]